# كيسي غيورنسي
كيسي غيورنسي هو سياسي أمريكي، ولد في 14 أكتوبر 1980 في كولورادو سبرينغز في الولايات المتحدة. نشط حزبياً في الحزب الجمهوري. وقد انتخب عضو مجلس نواب ولاية ميزوري ‏.